# 정은하
정은하(鄭殷河, 1956년 12월 7일~2023년 1월 5일)는 대한민국의 경기민요 국악인이고, 본관은 동래(東萊)로 경북 영천 생이다.
중요무형문화재 제57호 경기민요 이수자이며, 대구아리랑보존회 회장, 영남민요아리랑보존회 회장, 전국아리랑전승자협의회 회장 등을 지냈다.

## 생애
1956년 경북 영천에서 태어난 정은하 명인은 1976년부터 이창배(1916∼1983) 선생에게 민요와 잡가, 안비취(1926∼1997) 선생에게 경기민요를 배웠다. "경상도 태생이니 경상도 민요를 연구하는 게 맞다"는 권유를 받고 1985년 무렵부터 대구와 서울을 오가며 영남민요를 조사했다. 대학 교수들과 함께 영남 곳곳을 다니며 예천 통명농요(중요무형문화재 84호), 예천 공처농요(경북도 무형문화재 10호), 안동 저전농요(경북도 무형문화재 2호), 구미 발갱이들소리(경북도 무형문화재 27호), 달성 하빈들소리(대구시 무형문화재 16호) 등을 찾아내 기록하고 재현하는 작업을 벌였다.
1985년 한라문화제 최우수상, 2002년 제4회 상주전국민요경창대회 명창부 대통령상을 받았다. 2003년 창작 '대구아리랑'을 음반에 취입했고, 2005년 사단법인 영남민요아리랑보존회를 설립했다. 2013년에는 전국아리랑전승자협의회를 만들어 회장이 됐다. 2008년에는 '영천아리랑'을 CD에 담았다. 매년 대구아리랑제, 영남아리랑축제, 전국아리랑 경창대회를 개최했다. 1990년대 중반부터 대구교대, 영남대, 대구예술대, 경북예고 강단에도 섰다.
제자인 곽동현 한양대 국악과 겸임교수는 "초등학교 때부터 선생님께 민요를 배웠다"며 "결혼도 안 하신 채 늘 '민요랑 결혼했다'고 하셨을 만큼 민요와 제자밖에 모르셨던 분"이라고 말했다.

## 경력
- 영남민요아리랑보존회 회장
- 전국아리랑전승자협의회 회장
- 전국아리랑공연예술연합회 회장

## 수상 내역
- 1982년 KBS민요백일장 장원
- 1984년 전주대사습놀이 차하(우수상)
- 1985년 한라문화제 최우수상
- 2002년 제4회 상주전국민요경창대회 명창부 대통령상
- 2004년 대한민국 문화관광부 장관 표창장 수상